# Wladimir Iossifowitsch Lewenstein
Wladimir Iossifowitsch Lewenstein (russisch Владимир Иосифович Левенштейн, wiss. Transliteration Vladimir Iosifovič Levenštejn, englische und international üblichste Transkription Vladimir Levenshtein; * 20. Mai 1935 in Moskau; † 6. September 2017 ebenda) war ein russischer Mathematiker, der durch die nach ihm benannte, 1965 erfundene Levenshtein-Distanz bekannt wurde. Er machte 1958 seinen Abschluss an der Lomonossow-Universität und lehrte und forschte anschließend am Moskauer Keldysch-Institut für angewandte Mathematik.
Er war Fellow der IEEE Information Theory Society.
2006 erhielt er die Richard-W.-Hamming-Medaille der IEEE für Beiträge zu fehlerkorrigierenden Codes einschließlich der Levenshtein-Distanz.